# Croton latsonensis
Espèce
Classification APG II (2003)
Croton latsonensis est une espèce de plantes à fleurs du genre Croton et de la famille Euphorbiaceae présente au Viêt Nam.